# Линейная грамматика
Линейная грамматика — это контекстно-свободная грамматика, такая что правая часть любого её правила вывода содержит не больше одного нетерминала.
Линейный язык — язык, порождаемый некоторой линейной грамматикой.

## Пример
Простым примером линейной грамматики служит грамматика {\displaystyle G} с множеством нетерминалов {\displaystyle N=\{S\}}, алфавитом {\displaystyle \Sigma =\{a,b\}}, начальным нетерминалом {\displaystyle S} и правилами вывода
{\displaystyle S\to aSb}
{\displaystyle S\to \varepsilon }
Данная грамматика порождает нерегулярный язык {\displaystyle \{a^{i}b^{i}\;|\;i\geq 0\}}.

## Соответствие регулярным языкам
Выделяют особые виды линейных грамматик:
- Леволинейная грамматика, в которой нетерминалы всегда находятся в начале правых частей правил вывода;
- Праволинейная грамматика, в которой нетерминалы всегда находятся в конце правых частей правил вывода.

Каждый из этих видов в отдельности описывает в точности класс регулярных языков. Регулярной грамматикой называют грамматику, являющуюся либо леволинейной, либо праволинейной.
Другим особым типом линейной грамматики является:
- Линейная грамматика, в которой нетерминалы всегда находятся либо в начале, либо в конце правых частей правил вывода.

Добавлением новых нетерминалов можно привести любую линейную грамматику к описанному выше виду, не меняя при этом порождаемый грамматикой язык. Например, {\displaystyle G} может быть приведена к виду
{\displaystyle S\to aA}
{\displaystyle A\to Sb}
{\displaystyle S\to \varepsilon }
Таким образом, линейные грамматики такого вида порождают такой же класс языков, что и произвольные линейные грамматики.

## Выразительность
Все регулярные языки являются линейными. Классическим примером линейного, но не регулярного языка является описанный выше язык {\displaystyle \{a^{i}b^{i}:i\geq 0\}}. Все линейные языки являются контекстно-свободными. Примером контекстно-свободного, но не линейного языка является язык Дика, состоящий из правильных скобочных последовательностей. Таким образом, регулярные языки являются собственным подмножеством линейных языков, которые, в свою очередь, являются собственным подмножеством контекстно-свободных языков.
В то время, как все регулярные линейные языки являются детерминированными, существуют недетерминированные линейные языки. Примером такого языка может служить язык палиндромов чётной длины над алфавитом {\displaystyle \Sigma =\{0,1\}}, который задаётся линейной грамматикой {\displaystyle S\to 0S0|1S1|\varepsilon }. Произвольное слово данного языка не может быть разобрано автоматом с магазинной памятью без считывания всех его символов, поэтому язык является недетерминированным. Задача проверки заданного контекстно-свободного языка на то, является ли он линейным, неразрешима.